# AFC女子チャンピオンズリーグ
AFC女子チャンピオンズリーグ（英: AFC Women's Champions League）は、アジアサッカー連盟（AFC）が主催する、クラブチームによる女子サッカーの大陸選手権大会である。

## 概要
AFC加盟サッカー協会の国内1部リーグ優勝チームに出場資格が与えられる。2024年から開始された。

## 歴史
2023年に「AFC女子チャンピオンズリーグ」と名付けられ、大会の概要がアジアサッカー連盟（AFC）より発表された。大会は予選ステージ、グループステージ、ノックアウトステージの形式で行われる。各サッカー協会には1枠が与えられる。最初の4大会は、加盟サッカー協会に各1チームずつの出場枠が与えられる。2028年までは各サッカー協会のナショナルチームのFIFA女子ランキングに基づいて割り当てられる。2029年からは、AFC女子クラブコンペティションランキングが使用される。

## 賞金
2024/25シーズンから、賞金の分配は次のようになる。
- グループステージ：10万ドル
- 準々決勝：8万ドル
- 準決勝：12万ドル
- 準優勝：50万ドル
- 優勝：100万ドル

## 結果
| 年度    | 優勝         | 結果                 | 準優勝               | 会場                 |
| ------- | ------------ | -------------------- | -------------------- | -------------------- |
| 2024/25 | 武漢江漢大学 | 1 - 1 aet (PK 5 - 4) | メルボルン・シティFC | 武漢体育中心（武漢） |

## 統計

### クラブ別成績
| クラブ名           | 優 | 準 | 優勝年度 | 準優勝年度 |
| ------------------ | -- | -- | -------- | ---------- |
| 武漢江漢大学       | 1  | 0  | 2025     |            |
| メルボルン・シティ | 0  | 1  |          | 2025       |

注：優勝年度及び準優勝年度は、優勝が決定した年を並べている。例えば、2024/25年度王者は2025年としている。

### クラブ所在国別成績
| 国名           | 優 | 準 |
| -------------- | -- | -- |
| 中華人民共和国 | 1  | 0  |
| オーストラリア | 0  | 1  |